# Nuuk Idraetslag
Nuuk Idraetslag este un club de fotbal din Nuuk, Groenlanda care evoluează în Coca Cola GM.

## Palmares
- Coca Cola GM: 5
  - Campioana : 1981, 1985, 1986, 1990, 1997